# 吴亚男 (陆军)
吴亚男（1962年8月—），河北石家庄人，中国人民解放军上将。

## 生平
1980年毕业于阜新市高级中学，同年9月加入中国人民解放军，1984年9月加入中国共产党，博士学位。曾任陆军装甲部队排长、连长、参谋、营长、装甲旅参谋长、旅长，吉林辽源军分区司令员，集团军副参谋长，陆军第16集团军装甲第4师师长。2013年7月，任陆军第16集团军副军长。在2015年9月3日纪念中国人民抗日战争暨世界反法西斯战争胜利70周年大会阅兵式中，吴亚男作为50余位将军领队之一，同黄铭率领“平型关大战突击连”英模部队方阵接受检阅。2017年3月，任陆军第78集团军军长。2020年4月，升任北部战区副司令员兼战区陆军司令员。2020年12月，调任军委联合参谋部副参谋长，国家防汛抗旱总指挥部副总指挥。2022年1月，升任中部战区司令员。2023年1月，调入中央军委联合作战指挥中心任职。2024年7月，调任中国人民解放军南部战区司令员。
2014年7月，晋升为少将军衔。2020年4月，晋升为中将军衔。是中共十九大代表。2022年1月，晋升上将军衔。